# Calyptrogyne fortunensis
Calyptrogyne fortunensis är en enhjärtbladig växtart som beskrevs av Andrew James Henderson. Calyptrogyne fortunensis ingår i släktet Calyptrogyne och familjen Arecaceae.
Artens utbredningsområde är Panama. Inga underarter finns listade i Catalogue of Life.